# Siergiej Grankin
Siergiej Jurjewicz Grankin (ros. Сергей Юрьевич Гранкин; ur. 21 stycznia 1985 w Moskwie) – rosyjski siatkarz, występujący na pozycji rozgrywającego. W kadrze narodowej zadebiutował w 2006 roku. Mistrz olimpijski 2012 oraz brązowy medalista olimpijski 2008. Mistrz Europy 2013 i 2017. Od stycznia 2019 roku występuje w niemieckiej Bundeslidze, w drużynie Berlin Recycling Volleys.
Został odznaczony tytułem Zasłużonego Mistrza Sportu.

## Sukcesy klubowe
Puchar Rosji:
- 2006, 2008

Liga Mistrzów:
- 2010
- 2007, 2011

Mistrzostwo Rosji:
- 2008
- 2007, 2011, 2012, 2016, 2017
- 2010, 2015

Superpuchar Rosji:
- 2008, 2009

Puchar CEV:
- 2012, 2015, 2018

Mistrzostwo Niemiec:
- 2019, 2021, 2022[1]

Superpuchar Niemiec:
- 2019, 2020, 2021

Puchar Niemiec:
- 2020

## Sukcesy reprezentacyjne
Mistrzostwa Europy Kadetów:
- 2003

Mistrzostwa Europy Juniorów:
- 2004

Mistrzostwa Świata Kadetów:
- 2005

Liga Światowa:
- 2011, 2013
- 2007, 2010
- 2006, 2008, 2009

Mistrzostwa Europy:
- 2013, 2017
- 2007

Puchar Świata:
- 2007

Igrzyska Olimpijskie:
- 2012
- 2008

Memoriał Huberta Jerzego Wagnera:
- 2014
- 2013, 2018
- 2017

Puchar Wielkich Mistrzów:
- 2013

## Nagrody indywidualne
- 2003 - Najlepszy rozgrywający Mistrzostw Europy Kadetów
- 2010 - Najlepszy rozgrywający turnieju finałowego Ligi Światowej
- 2013 - Najlepszy rozgrywający Memoriału Huberta Jerzego Wagnera
- 2013 - Najlepszy rozgrywający Mistrzostw Europy[2]
- 2014 - Najlepszy rozgrywający Memoriału Huberta Jerzego Wagnera
- 2017 - Najlepszy rozgrywający Mistrzostw Europy

## Odznaczenia
- Order Przyjaźni (13 sierpnia 2012 roku)[3].
- Tytuł Zasłużonego Mistrza Sportu (2012).